# Alfons I. Asturský
Alfons I. (693–757), zvaný Katolický, byl třetím asturským králem od roku 739 do své smrti roku 757. Během své vlády rozšířil vlastní území Asturie o Galicii a León. Po smrti svého švagra Favily založil novou asturskou dynastii, která byla jeho muslimskými současníky z Andalusie nazvána Astursko-Leónskou dynastií. Nastoupil po něm jeho syn Fruela I. a i jeho nelegitimní syn Mauregatus se stal později králem. Jeho dcera byla manželkou Sila Asturského.

## Život
Narodil se roku 693 jako syn vévody Petra Kantabrijského, po němž zdědil mnoho území v Asturii. Sňatkem s Ermesindou Asturskou se stal zetěm prvního asturského krále Pelaya, který odrazil muslimskou invazi v bitvě u Covadongy. Po předčasné smrti svého švagra Favily při lovu se stal třetím asturským králem. Zůstává diskutabilní jestli Pelayo nebo Favila byly ve své době vůbec považováni za krále, Alfonso se tak stává prvním panovníkem Asturie, o jehož královském titulu není pochyb.
Celý život válčil proti Maurům. V roce 740 využil vzpoury Berberů a dobyl Galicii, po níž v roce 754 následoval i León. Postoupil až k La Rioje. Nicméně poslední zbytky městského obyvatelstva uprchli do jeho severních dominií a zanechali za sebou pouze vysídlenou oblast mezi muslimskými a křesťanskými státy. Tím byla vytvořena Duerská pustina, území mezi řekou Duero a asturskými horami. Alfonso zamýšlel vytvořit oblast, ve které by útočící armáda mohla přežívat jen stěží. Kromě tohoto vojenského využití tato taktika taky silně poznamenala demografický a kulturní vývoj Asturie a významně ovlivnila další dějiny Španělska a Portugalska.
Arabští autoři v dalších stoletích vždy psali o králích severozápadního Pyrenejského poloostrova jako o beni Alfons (Alfonsovi potomci nebo rod Alfonsův) a považovali je za galicijskou královskou rodinu založenou Alfonsem I.
Alfonsovi je dále přisuzováno založení svatyně Naší Paní Covadongské jako památku na vítězství svého tchána. Alfonso je zde pohřbený i se svou ženou. Jejich epitaf zní:
| „ | AQVI YAZE EL CATOLICO Y SANTO REI DON ALONSO EL PRIMERO I SV MVJER DOÑA ERMENISINDA ERMANA DE DON FAVILA A QVIEN SVCEDIO. GANO ESTE REY MVCHAS VITORIAS À LOS MOROS. FALLECIO EN CANGAS AÑO DE 757. Zde leží katolický a svatý král Don Alfosno První a jeho žena Doña Ermesinda, sestra Dona Favilla, po kterém nastoupil. Tento král vyhrál mnohá vítězství nad Maury. Zemřel v Cangas roku 757. | “ |

## Potomci
- Fruela (722–768), asturský král
- Vimarano († 765)
- Adonisinda ~ Silo, asturský král

| Předchůdce: Favila | Znak z doby nástupu | Asturský král 739–757 | Znak z doby konce vlády | Nástupce: Fruela I. Ukrutný |